# Curt am Ende
Curt am Ende (* 21. Mai 1889 in Chemnitz als Friedrich Curt Amende; † 21. November 1970 in Leipzig) war ein deutscher Architekt.

## Leben und Wirken
Er war der Sohn des Baumeisters Karl Hermann Amende aus Chemnitz und nahm eine kaufmännische Ausbildung zum Buchhalter auf. Nach dem Ersten Weltkrieg entstanden seine ersten Bauten, zunächst Wirtschaftsgebäude. Noch vor Mitte der 1920er Jahre eröffnete er ein Architekturbüro in Chemnitz, das er viele Jahrzehnte betrieb. 1932 kaufte er eine Villa am Kapellenberg, die 1945 beim Bombenangriff zerstört wurde. Mit Gründung der DDR erfolgte die Schließung seines privaten Architektenbüros und er wurde Chefarchitekt des VEB Industrie-Entwurf in Berlin, Außenstelle Karl-Marx-Stadt.

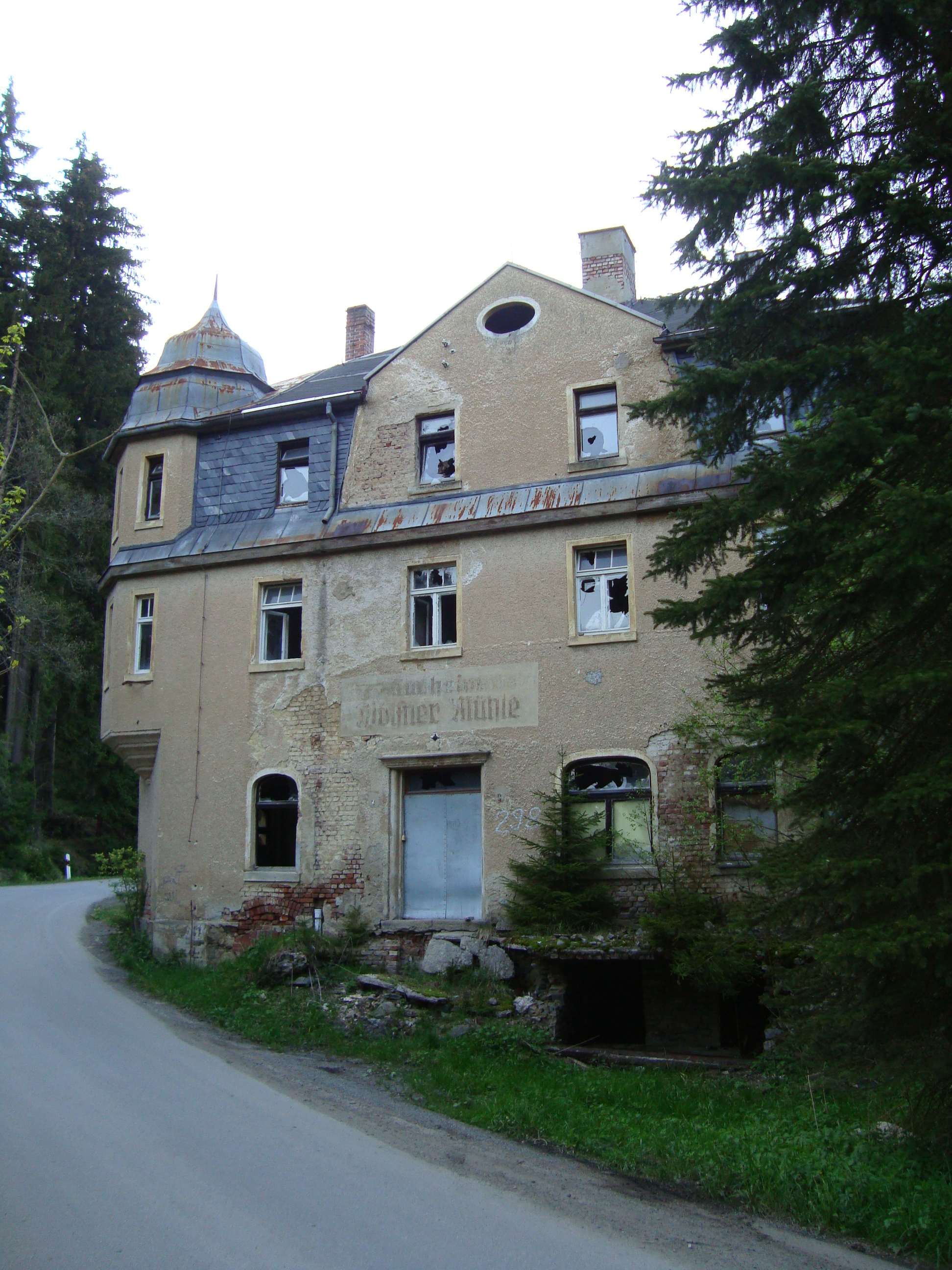
Umbau der Wolfner Mühle

Zu seinen Bauten zählen u. a. das Gebäude der AOK, der Robert-Straube-Hof und der Wissmann-Hof in Chemnitz, der Umbau der Wolfner Mühle bei Markersbach und die Frischborn-Siedlung in Borna.